# Supercopa do Brasil de Futebol Sub-20
A Supercopa do Brasil de Futebol Sub-20 foi uma competição de nível nacional disputada entre o Campeão Brasileiro Sub-20 e o Campeão da Copa do Brasil Sub-20, sempre no mesmo ano da conquista dos respectivos títulos, em formato semelhante aos das Supercopas existentes em diversos países europeus. Os jogos são disputados em ida e volta, o vencedor acaba conquistando além do título a vaga para a disputa da Copa Libertadores Sub-20.
Em 2022 a entidade máxima do futebol brasileiro anunciou que a disputa da taça nacional seria entre Palmeiras x Corinthians que foi o vice-campeão brasileiro da categoria neste ano, seguindo o mesmo critério usado no profissional.
O confronto aconteceria nos primeiros meses de 2023, entretanto a competição foi extinta no fim de 2022, junto a outros torneios de base.

## Títulos

### Por equipes
| Clube            | Títulos  | Vices           |
| ---------------- | -------- | --------------- |
| Cruzeiro         | 1 (2017) | 0               |
| São Paulo        | 1 (2018) | 0               |
| Flamengo         | 1 (2019) | 0               |
| Vasco da Gama    | 1 (2020) | 0               |
| Internacional    | 1 (2021) | 0               |
| Palmeiras        | 0        | 2 (2018 e 2019) |
| Atlético Mineiro | 0        | 2 (2017 e 2020) |
| Coritiba         | 0        | 1 (2021)        |

### Por federação
| Clube             | Títulos        | Vices           |
| ----------------- | -------------- | --------------- |
| Rio de Janeiro    | 2 (2019, 2020) | 0               |
| São Paulo         | 1 (2018)       | 2 (2018 e 2019) |
| Minas Gerais      | 1 (2017)       | 2 (2017 e 2020) |
| Rio Grande do Sul | 1 (2021)       | 0               |
| Paraná            | 0              | 1 (2021)        |

### Por região
| Clube   | Títulos                    | Vices                       |
| ------- | -------------------------- | --------------------------- |
| Sudeste | 4 (2017, 2018, 2019, 2020) | 4 (2017, 2018, 2019 e 2020) |
| Sul     | 1 (2021)                   | 1 (2021)                    |